# François-Louis Tremblay
François-Louis Tremblay (n. 13 noiembrie 1980, Alma⁠(d), provincia Québec, Canada) este un sportiv ce a reprezentat Canada, medaliat olimpic. A participat la 3 ediții ale Jocurilor Olimpice (2002, 2006, 2010) în care a câștigat două medalii de aur, două medalii de argint și o medalie de bronz.